# 가족사진 (영화)
《가족사진》은 2010년에 개봉한 영화다.